# Општина Калдарару (Арђеш)
Калдарару (рум. Căldăraru) општина је у Румунији у округу Арђеш.
Oпштина се налази на надморској висини од 176 m.